# Anakleza
Anakleza (gr. anaklezis – przywoływać) – w liturgii chrześcijańskiej jedna z części kolekty. Rozpoczynają ją najczęściej słowa Wszechmogący wieczny Boże, Boże, lub Panie Jezu. Część modlitwy stanowiąca wezwanie Boga.